# Nowy Dwór (powiat kościański)
Nowy Dwór (niem. Neuhof) – wieś w Polsce, położona w województwie wielkopolskim, w powiecie kościańskim, w gminie Krzywiń.
| SIMC    | Nazwa    | Rodzaj     |
| ------- | -------- | ---------- |
| 0372730 | Szurkowo | przysiółek |

W latach 1975–1998 wieś należała administracyjnie do województwa leszczyńskiego.
W pobliżu wsi przebiega droga wojewódzka nr 308.
Wieś Nowy Dwór położona była w 1580 roku w powiecie kościańskim województwa poznańskiego.
W okresie Wielkiego Księstwa Poznańskiego (1815-1848) miejscowość wzmiankowana jako Nowy Dwór należała do wsi większych w ówczesnym pruskim powiecie Kosten rejencji poznańskiej. Nowy Dwór należał do majątku Jerka, którego właścicielem był wówczas (1846) rząd pruski w Berlinie (w Jerce znajdował się urząd pruski). W skład majątku Jerka wchodziło łącznie 16 wsi. Według spisu urzędowego z 1837 roku Nowy Dwór liczył 109 mieszkańców, którzy zamieszkiwali 18 dymów (domostw).
Pod koniec XIX wieku wieś z folwarkiem liczyła 812 mórg rozliczeniowych. W Nowym Dworze było wtedy 28 dymów i 247 mieszkańców. 213 z nich było katolikami, a 34 ewangelikami.
Przez Nowy Dwór przebiega zielony szlak pieszy z Ziemina do Książa Wielkopolskiego.